# Dallas
Cet article concerne la ville américaine du Texas. Pour le feuilleton télévisé, voir Dallas (série télévisée, 1978). Pour le comté de l'État du Texas, voir Comté de Dallas (Texas).
Dallas (/ˈdæl.əs/) est une ville de l'État du Texas, aux États-Unis. Elle couvre une surface de 997 km2 et comptait 1 304 379 habitants en 2020 (9e ville des États-Unis). Avec la grande ville voisine de Fort Worth, Dallas fait partie d'une vaste aire urbaine de 7,6 millions d'habitants, le Dallas/Fort Worth Metroplex, ou simplement « the Metroplex », la quatrième aire urbaine du pays. Dallas est classée comme ville mondiale beta+ par l'université de Loughborough de Londres. La ville de Dallas est le siège du comté de Dallas.
Dallas a été fondée en 1841 et incorporée comme ville le 2 février 1856. Troisième ville du Texas après Houston et San Antonio, dont elle est concurrente, « Big D » est un grand centre industriel spécialisé dans le domaine des technologies de l'industrie pétrolière, des télécommunications, de l'information, des banques et des transports. C'est le noyau de la plus grande zone métropolitaine intérieure aux États-Unis car elle ne dispose d'aucun lien navigable avec la mer ; toutefois, son importance historique, en tant que centre des industries pétrolières et d'exploitation du coton, vient de sa position le long des lignes de chemin de fer.

## Géographie

### Données principales
Dallas est le siège du comté de Dallas. Des portions de la ville s'étendent sur les comtés voisins de Collin, Denton, Kaufman et Rockwall.
Selon le Bureau du recensement des États-Unis, la ville a une surface totale de 997,2 km2, dont 887,2 km2 de terre et 110 km2 d'eau (11,03 % d'eau). Dallas est la ville principale de l'aire urbaine de Dallas-Fort Worth Metroplex (DFW) qui regroupe 1/4 de la population du Texas.

### Climat
Dallas reçoit approximativement 955 mm de pluie par an, abondamment au printemps.
D'après la classification de Köppen : la température du mois le plus froid est comprise entre 0 °C et 18 °C (janvier avec 8,3 °C) et la température du mois le plus chaud est supérieure à 10 °C (août avec 30,3 °C) c'est ainsi un climat tempéré. Les précipitations sont stables, il n'y a pas de saison sèche. C'est un climat tempéré chaud sans saison sèche. L'été est chaud car la température moyenne du mois le plus chaud est supérieure à 22 °C (août avec 30,3 °C).
Le climat de Dallas est classé comme Cfa dans la classification de Köppen, soit un climat subtropical humide.
Pourtant cette partie du Texas tend également à recevoir les vents chauds et secs du nord et de l'ouest en été, la chaleur est suffocante en été et le thermomètre peut dépasser le seuil des 40 °C pendant plusieurs jours. En hiver, les fronts froids venant du nord passent par Dallas, parfois les températures de nuit descendent entre −12 et −7 °C. Les chutes de neige sont rares et se produisent environ trois jours dans l'année. De temps en temps, l'air chaud et humide venant du sud-est est soulevé par l'air froid et sec difficile à déloger de la surface, menant des épisodes de pluie verglaçante et la formation de verglas.

Climat de Dallas.

Climat de Dallas.

Le printemps et l'automne apportent un climat très plaisant dans la région et sont habituellement les meilleures saisons pour visiter la ville. Au printemps, les résidents et les touristes apprécient la beauté des fleurs sauvages tels que le bluebonnet, castilleja et autre flore, qui fleurissent au printemps et sont plantés au bord des routes dans l'ensemble du Texas. Pendant cette saison, le temps peut changer nettement en quelques minutes et virer à l'orage. Le printemps est très doux et agréable dans la ville. Le climat à Dallas est également très bon entre fin septembre et début novembre et, à la différence du printemps, les orages sont rares.
Les tornades sont peut-être la plus grande menace pour la ville de Dallas. Le plus récemment, la ville a été frappée par une tornade le 2 avril 1957. La tornade serait probablement enregistrée comme F3 sur l'échelle de Fujita. La tornade mineure la plus récente avec des dommages notables s'est produite en 1984 où une formation minuscule a atterri près de Lovers Lane et Greenville Avenue. Au printemps, les fronts de froid se déplaçant du Canada se heurtent à l'air chaud et humide dans la région du golfe du Mexique. Quand ces fronts se rencontrent au-dessus du Texas, de sévères orages sont produits avec des éclairs spectaculaires, parfois des torrents de pluie, de la grêle, et des tornades. Dallas se trouve à l'extrémité méridionale de la Tornado Alley. En mai 2000, la Fort Worth Tornado a frappé le centre de la ville voisine de Fort Worth, endommageant considérablement plusieurs des gratte-ciel avec des plus petits bâtiments sur la périphérie du centre des affaires.
Le département de l'Agriculture des États-Unis place la ville de Dallas dans la zone de rusticité de niveau 8. Dallas a le douzième plus mauvais air dans le pays selon la American Lung Association. Une grande partie de la pollution atmosphérique à Dallas et du DFW Metroplex vient généralement d'une usine d'incinération de matériaux située dans la banlieue de Midlothian, et des usines du comté voisin d'Ellis.
La plus haute température fut de 45,0 °C le 26 et le 27 juin 1980 lors de la vague de chaleur exceptionnelle de cette année-là. La plus basse température fut de −19,4 °C le 18 janvier 1930, observée à l’aéroport international de Dallas-Fort Worth.
Dallas bénéficie d'un ensoleillement de 2 848,8 heures en moyenne par an.

#### Relevés météorologiques
| Mois                              | jan.  | fév.  | mars  | avril | mai   | juin  | jui.  | août  | sep. | oct.  | nov. | déc.  | année   |
| --------------------------------- | ----- | ----- | ----- | ----- | ----- | ----- | ----- | ----- | ---- | ----- | ---- | ----- | ------- |
| Température minimale moyenne (°C) | 2,9   | 5,1   | 9,2   | 13,4  | 18,6  | 22,7  | 24,8  | 24,9  | 20,6 | 14,6  | 8,7  | 3,6   | 14,1    |
| Température moyenne (°C)          | 8,3   | 10,6  | 14,8  | 19,2  | 23,8  | 27,9  | 30,2  | 30,3  | 26,1 | 20,2  | 14,1 | 8,9   | 19,5    |
| Température maximale moyenne (°C) | 13,8  | 16    | 20,4  | 24,8  | 29    | 33,1  | 35,6  | 35,8  | 31,5 | 25,8  | 19,5 | 14,2  | 24,9    |
| Record de froid (°C)              | −19   | −17   | −12   | −1    | 4     | 12    | 13    | 14    | 2    | −3    | −8   | −17   | −19     |
| Record de chaleur (°C)            | 31    | 35    | 36    | 38    | 39    | 44    | 44    | 44    | 43   | 38    | 32   | 32    | 44      |
| Ensoleillement (h)                | 182,9 | 180,8 | 226,3 | 237   | 257,3 | 297   | 331,7 | 303,8 | 246  | 229,4 | 183  | 173,6 | 2 848,8 |
| Précipitations (mm)               | 53,1  | 66,3  | 89,4  | 77,7  | 125,2 | 104,1 | 56,4  | 47,5  | 69,9 | 120,7 | 74,2 | 70,9  | 955     |

| Diagramme climatique                                  |           |             |              |             |               |              |              |              |               |             |             |
| J                                                     | F         | M           | A            | M           | J             | J            | A            | S            | O             | N           | D           |
| 13,82,953,1                                           | 165,166,3 | 20,49,289,4 | 24,813,477,7 | 2918,6125,2 | 33,122,7104,1 | 35,624,856,4 | 35,824,947,5 | 31,520,669,9 | 25,814,6120,7 | 19,58,774,2 | 14,23,670,9 |
| Moyennes : • Temp. maxi et mini °C • Précipitation mm |           |             |              |             |               |              |              |              |               |             |             |

## Toponymie
Selon la ville de Dallas, l'origine du nom Dallas est un mystère, en dépit des réclamations à l'effet contraire.
Le fondateur de la ville, John Neely Bryan, a énoncé[Quand ?] seulement qu'elle a été baptisée du « nom de mon ami Dallas », le mystère résidant essentiellement dans l'identité de cet ami. On a souvent dit que le comté et la ville avaient été baptisés du nom de George Mifflin Dallas, le 11e vice-président des États-Unis, mandat durant lequel la république du Texas devint le 28e État de l'Union en 1845. Cependant, il n'y a aucune preuve que Bryan ait rencontré celui-ci, et le secteur s'est appelé Dallas plusieurs années avant que ce dernier fût élu[réf. nécessaire].
Les autres principaux candidats pour l'éponymie de Dallas sont :
- Commodore Alexandre James Dallas, frère de George Mifflin Dallas, officier dans l'US Navy qui commandait alors les forces navales américaines aux Antilles durant la Seconde guerre séminole en Floride.
- Walter R. Dallas, qui a combattu à la bataille de San Jacinto.
- Joseph Dallas, qui a vécu dans la région de Cedar Springs en 1843, et s'est déplacé en Arkansas dans le comté de Washington (près des terres de John Neely Bryan dans le comté de Crawford) à la région de Dallas quelques années après l'arrivée de Bryan.

## Héraldique
Comme toute ville américaine, Dallas possède son propre drapeau et ses armoiries.

## Histoire

### Avant Dallas

Drapeau de la Nouvelle-Espagne.

Avant que le Texas eût été réclamé comme partie de la Nouvelle-Espagne par l'Empire espagnol dans les années 1500, la région de Dallas était habitée par les amérindiens caddos. Un Européen qui a probablement visité la région de Dallas était Athanase de Mézières en 1778. De Mézières, un Français au service du roi d'Espagne, a certainement traversé le fleuve Trinity près du Fort Worth actuel, ayant suivi le Cross Timbers à travers le village de Tawakoni sur le fleuve Brazos près de Waco. Plus tard, la France a également réclamé le secteur, mais en 1819 le Traité d'Adams-Onís a fait de la Rivière Rouge du Sud la frontière septentrionale de la Nouvelle-Espagne, plaçant officiellement Dallas dans le territoire espagnol. La zone est demeurée sous le régime espagnol jusqu'en 1821, quand le Mexique a déclaré son indépendance et que le territoire est devenu une partie de l'État mexicain de Coahuila y Texas. En 1836, la république du Texas s'est séparée du Mexique pour devenir une nation indépendante.

### Naissance de la ville
John Neely Bryan, recherchant un bon comptoir commercial pour servir les Amérindiens et les colons, a examiné pour la première fois la région de Dallas en 1839. Bryan, qui a partagé la perspicacité de Samuel Houston dans la sagesse des coutumes amérindiennes, s'est rendu compte que les Indiens Caddo, qu'il a trouvés par hasard, traversaient le seul passage naturel à des centaines de kilomètres sur le fleuve Trinity. À ce qui est devenu le Bryan's Bluff, le fleuve était une barrière infranchissable de boue et d'eau. L'itinéraire au nord-sud et le Bryan's Bluff sont devenus plus importants quand les États-Unis ont annexé le Texas en 1845.
Après que Bryan eut examiné le secteur, il est revenu dans l'Arkansas. Tandis que là, un traité était signé pour supprimer tous les Indiens du nord du Texas. Quand il est revenu en novembre 1841, la moitié de ses clients, les Indiens, étaient partis. Il a décidé qu'au lieu de créer un comptoir commercial il créerait une ville, qu'il a fondée le même mois. À environ 35 km au nord-ouest de son territoire se trouvait une communauté appelée Bird's Foot[réf. nécessaire], Bryan a invité les colons de cette communauté à habiter à Dallas. John Beeman est arrivé en avril 1842 et il a planté le premier maïs. D'autres familles ont suivi le mouvement, y compris des membres de la colonie voisine de Peter.
John Neely Bryan était à l'origine de presque tout à Dallas : il était postier, propriétaire d'un magasin, opérateur du ferry (il a actionné un ferry où Commerce Street traverse le fleuve Trinity aujourd'hui) et sa maison a servi de tribunal. En 1843, le premier docteur est arrivé à Dallas ; en 1845, le premier avocat s'établit. En 1845, le premier vote a été tenu à Dallas à propos de l'annexion du Texas par les États-Unis. Sur 32 citoyens en droit de voter, 29 ont voté pour l'annexion et 3 ont voté contre. En 1846, la république du Texas est annexée par les États-Unis et le comté de Dallas est établi puis baptisé du nom de George Mifflin Dallas, qui était le 11e vice-président des États-Unis. L'origine du nom de la ville est discutable car John Neely Bryan a seulement déclaré qu'elle avait été baptisée du « nom de son ami Dallas ». En 1855, un groupe de musiciens et d'artistes européens fonde une communauté fouriériste appelée La Réunion. En 1860, le village de Dallas en pleine expansion incorpora La Réunion dans son propre territoire et les derniers colons se fondirent dans la population générale à laquelle ils apportèrent leurs compétences. Actuellement[Quand ?] la tour de Reunion Tower, l’une des principales constructions de Dallas, doit son nom à la colonie bien qu’elle se situe à quelque distance de l’endroit où existait jadis la Réunion.

### 1856-1873
Dallas a été incorporé légalement comme town le 2 février 1856. Le Dr Samuel Pryor a été élu le premier maire avec un policier, un trésorier, un juge et six conseillers municipaux. En 1859, Dallas a eu son premier coiffeur et un photographe. En 1860, la population a atteint 678 habitants, y compris les 97 Afro-Américains, les Belges, Français, Allemands, et Suisses. La ville a eu quelques esclaves afro-américains, la plupart du temps apportés par des colons d'Alabama et de Géorgie. Cette année-là, le chemin de fer s'approchait par le sud, et plusieurs diligences traversaient déjà la région. En juillet 1860, un incendie a éclaté dans le square, détruisant la plupart des bâtiments dans la zone d'affaires de Dallas. Beaucoup de résidents ont supposé que les esclaves étaient derrière ce coup et deux abolitionnistes étaient chassés hors de la ville. Trois esclaves afro-américains ont été pendus, et tous les autres esclaves de Dallas ont été fouettés. En décembre de cette année, la majeure partie de la ville avait été reconstruite. La population se développait tellement rapidement que les logements étaient difficiles à obtenir.

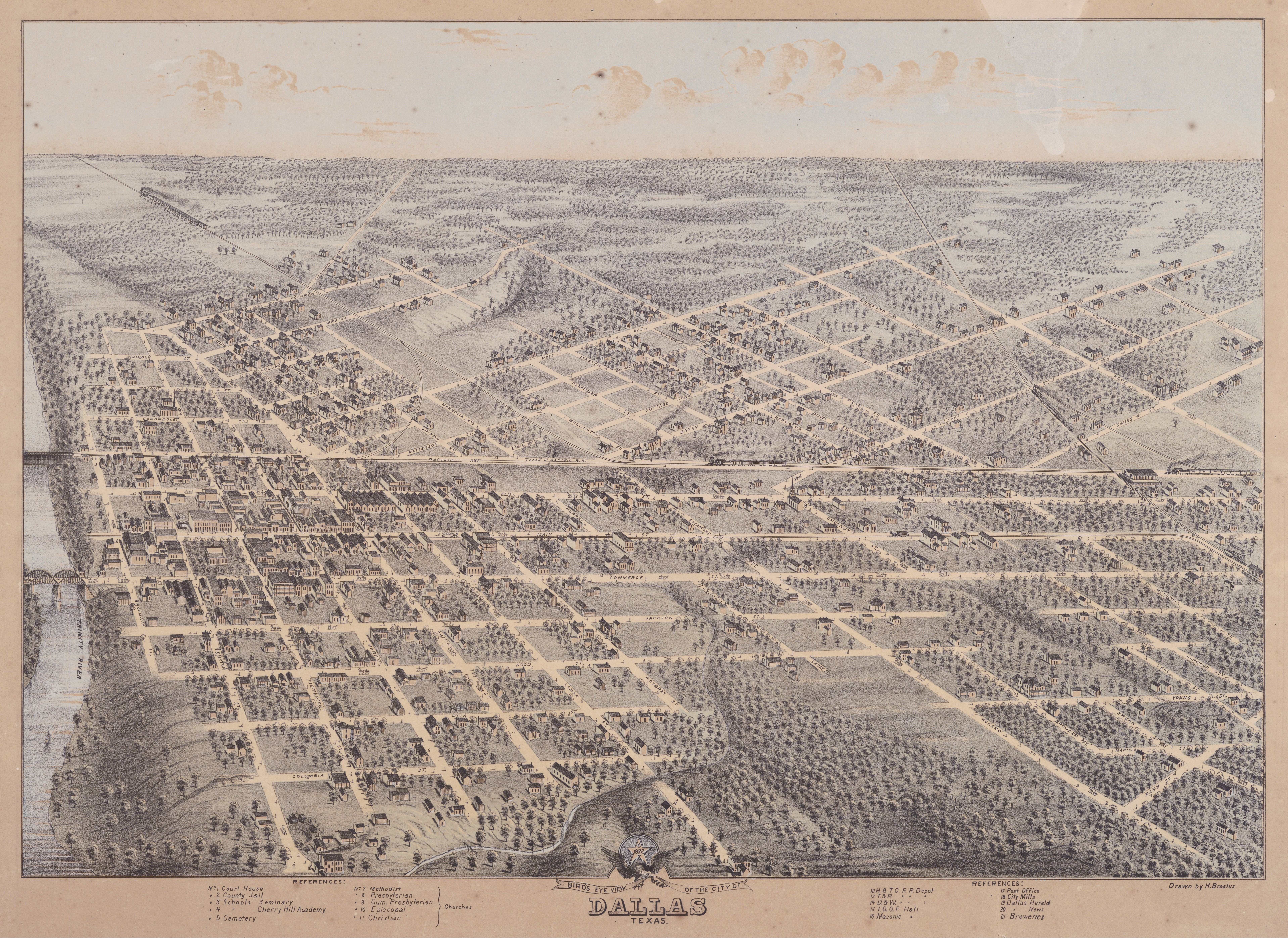
Dallas en 1872.

En 1861, le comté de Dallas a voté 741-237 en faveur de la sécession. Le 8 juin de cette même année, l'état de guerre a été déclaré. La ville a été décorée et des défilés ont été tenus, il n'y avait aucun manque de volontaires pour la guerre. Comme Dallas était loin des combats, les citoyens ont donné de l'argent, de la farine, et d'autres approvisionnements à la cause confédérée. Une usine de munitions a été également construite dans la ville.
Dallas était juste un petit village pointillant la frontière du Texas jusqu'après la Guerre de Sécession, dans laquelle elle faisait partie des États confédérés d'Amérique, est légalement devenu une ville en 1871. L’arrivée de plusieurs lignes de chemins de fer vers 1870 donna un coup de fouet à l’activité économique, Dallas est devenu un centre d'échange agricole. La ville a payé Houston and Central Texas Railroad 5 000 $ USD pour décaler son itinéraire de 32 kilomètres à l'ouest et construire ses voies sur un axe nord-sud en passant par Dallas, plutôt que par Corsicana comme prévu. Un an après, les dirigeants de Dallas ne pouvaient pas payer Texas and Pacific Railway, ainsi ils ont trouvé un moyen de duper le chemin de fer. En 1873, les itinéraires nord-sud et est-ouest principaux de chemin de fer du Texas ont intersecté à Dallas, de ce fait assurant son futur comme centre commercial.

### Période industrielle
À l'origine une petite communauté établie autour de l'agriculture, la convergence de plusieurs lignes de chemins de fer a fait de la ville un endroit stratégique pour plusieurs industries. Pendant ce temps, Dallas a prospéré et est devenue la ville la plus peuplée du Texas.
La transition vers la fabrication et l'industrie lourde a créé des problèmes pénalisants pour les fermiers de la région de Dallas. Ils ont dû aux négociants la majorité de leur récolte à cause des coûts élevés d'expédition vers la côte et du prix en baisse du coton. Un groupe connu sous le nom de Farmers' Alliance, créé en 1877, a espéré casser ce cycle de la pauvreté en installant un entrepôt à Dallas pour embarquer le coton à Saint-Louis parce que le coût d'expédition au Missouri était sensiblement inférieur à celui vers la côte. Cependant, les banquiers refusaient de financer l'entrepôt, et l'entreprise a coulé dans les vingt mois qui suivirent.

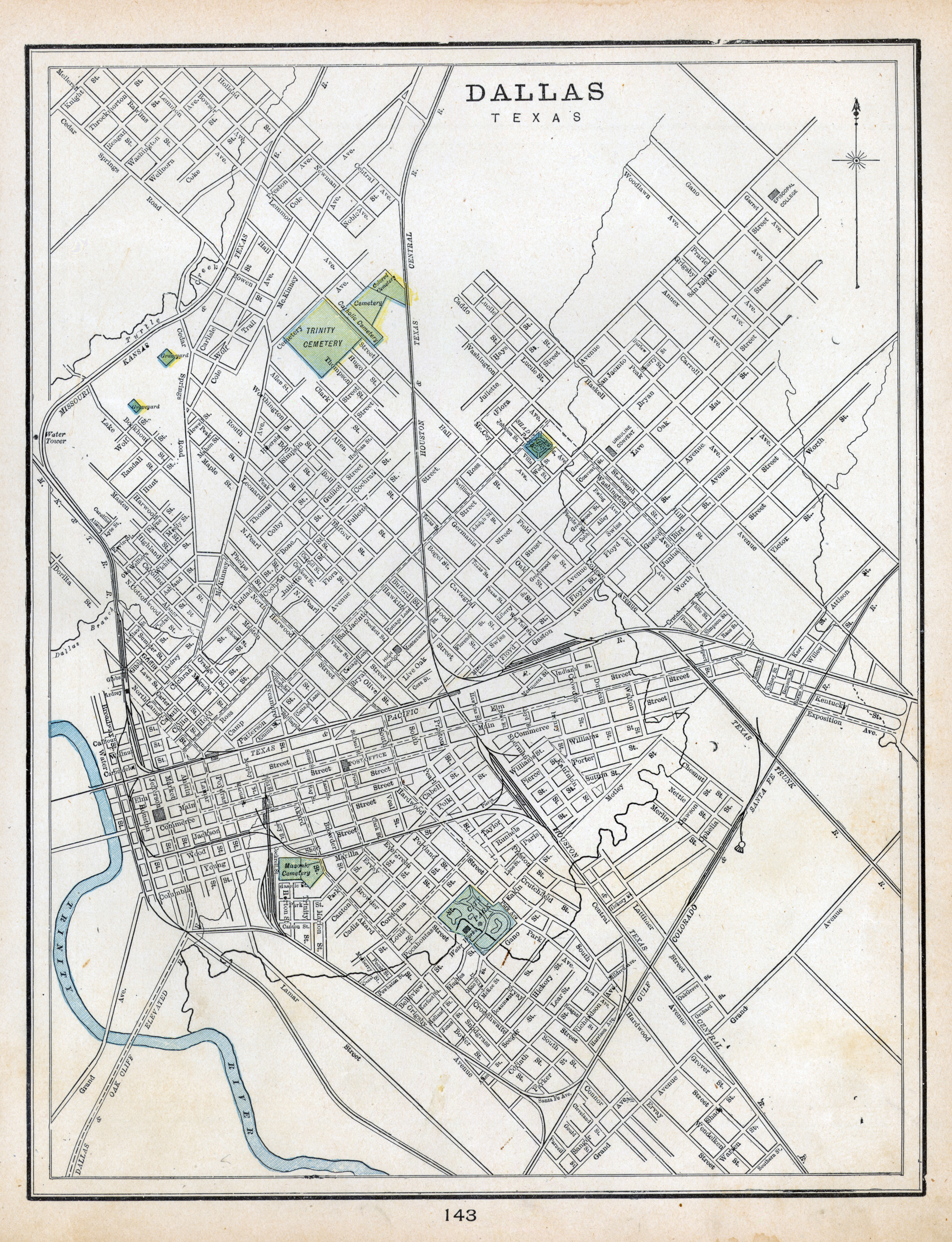
George C. Cram, carte du Dallas, 1890

Se développant avec la richesse de son économie prospère, la ville a commencé à éclairer ses rues avec des lampes à gaz (apparues en 1874) et à paver les ruelles. En 1880, la première ligne téléphonique est arrivée à Dallas, avec la compagnie des eaux et la caserne. En 1888, le zoo de Dallas est inauguré comme premier jardin zoologique dans l'État. En 1890, Dallas a annexé la ville d'East Dallas, devenant la plus grande ville du Texas avec environ 40 000 habitants.

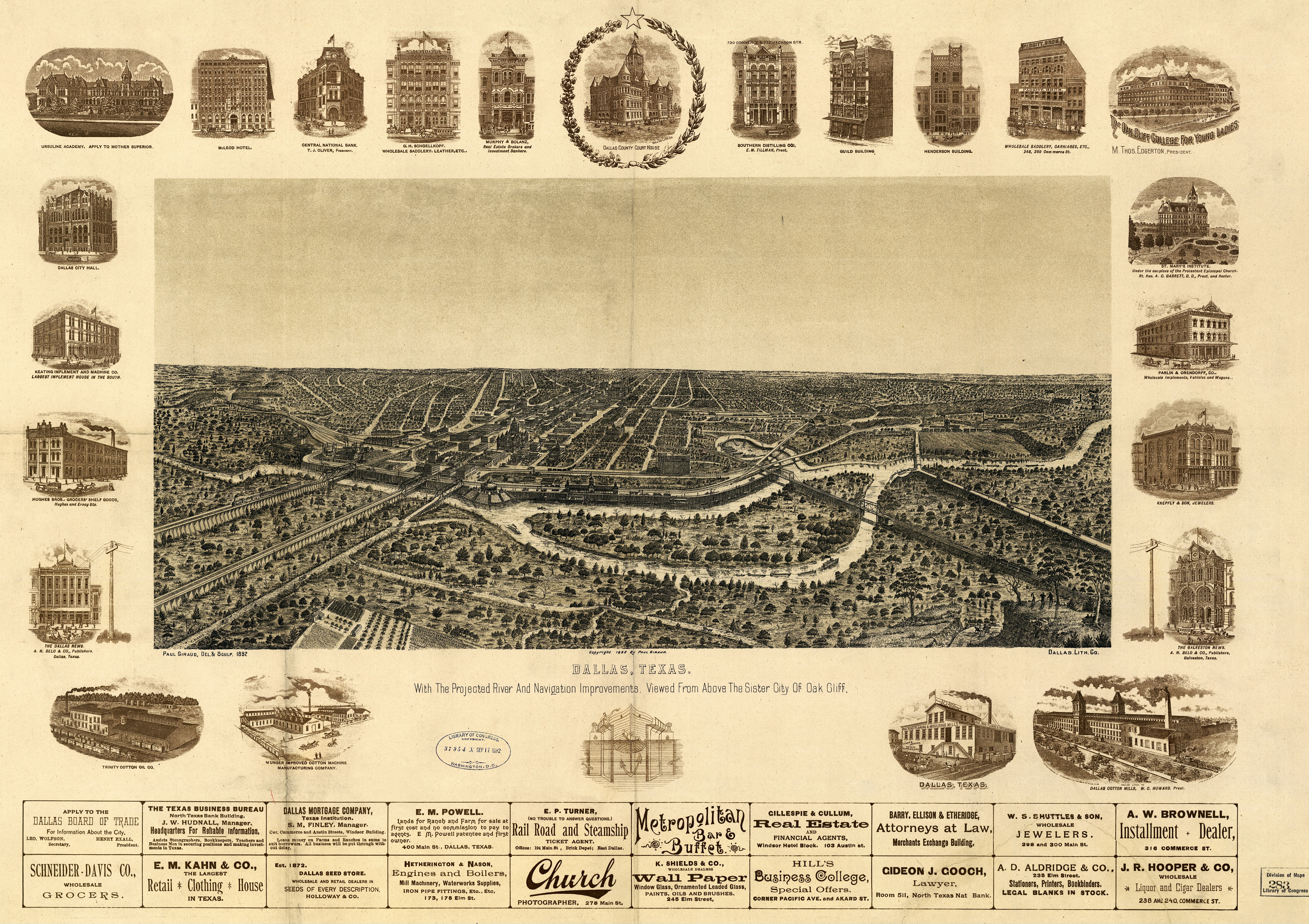
Dallas en 1892.

En 1893, après la panique financière nationale, de nombreuses industries et cinq banques de Dallas ont fermé. Les prix du coton ont plongé en dessous de cinq cents par livre. En 1898 cependant, la ville a commencé à récupérer et à se développer encore. La panique économique a également affecté le travail syndiqué, qui avait juste commencé à s'organiser : la American Federation of Labor a accordé une charte à l'Assemblée du commerce de Dallas en 1899. En 1894, Parkland Memorial Hospital s'est ouvert juste à l'ouest de Oak Lawn. En 1903, Oak Cliff, une ville au bord de le fleuve Trinity, a été annexée. La même année, Wilson Building, modelé d'après le l'opéra de Paris, s'est ouvert sur Main Street dans le centre-ville.
Au tournant du XXe siècle, Dallas était une plate-forme commerciale importante dans le sud-ouest des États-Unis. La ville est rapidement devenue le centre d'échanges du coton, des céréales et du bison. Le commerce agricole, dominé par le coton, fit sa prospérité. Plus tard dans le siècle, Dallas s'est transformé d'un centre agricole à un centre d'opérations bancaires, d'assurance, et d'autres entreprises. La finance et les assurances jouèrent également un rôle prépondérant.
Lors de l'inondation de 1908, le fleuve Trinity a atteint une hauteur de 16,03 m et une largeur de 2,4 kilomètres. Cinq personnes sont mortes, 4 000 ont été sans-abri, et des dégâts matériels ont été estimés à 2,5 millions USD. Après l'inondation, la ville a voulu trouver une manière de contrôler le Trinity insouciante et de construire un pont reliant Oak Cliff et Dallas. En 1911, George Kessler, un urbaniste, a créé un projet pour la rivière et la ville. Ses plans ont été au début ignorés mais finalement mis à jour dans les années 1920 et 1930. En 1915, l'université méthodiste du Sud est ouverte et elle est encore opérationnelle aujourd'hui. L'aviation est devenue une chose importante dans la ville lors de la Première Guerre mondiale. L'aéroport de Dallas Love Field a été établi comme terrain de formation pour l'aviation militaire. La ville a acheté le Love Field en 1927 pour l'employer comme aéroport municipal. En août 1922, le Magnolia Building (maintenant Magnolia Hotel) est inauguré. Il devient le plus haut bâtiment du Texas avec ses 29 étages, et le restera pendant plusieurs années.

### Ère du pétrole
En dépit du début de la Grande Dépression, les affaires dans la construction étaient florissantes en 1930. Cette année, Columbus Marion Dad Joiner a découvert un immense gisement de pétrole à 160 kilomètres à l'est de Dallas à Kilgore, engendrant le boom pétrolier dans l'est du Texas. Dallas devient un grand centre de l’industrie pétrolière au Texas et dans l'Oklahoma. Dans les premiers mois de 1931, 28 entreprises se déplacent ou se forment à Dallas pour le pétrole. Les banques font des prêts pour développer les gisements de pétrole. Ceci a reporté la plupart des pensées de dépression jusqu'au milieu de 1931, quand les prix en baisse et la surproduction ont affecté l'économie de ville négativement. D'ici là, plus de 18 000 personnes dans la ville étaient sans emploi. Avant que la politique du New Deal ait commencé, la ville a eu un programme work-for-food (travailler-pour-nourriture) qui a aidé beaucoup. En 1931, la ville avait accompli la construction basée sur les plans de George Kessler.
Après une longue campagne de plusieurs années, l'État du Texas a choisi Dallas comme emplacement de la Texas Centennial Exposition (en) de 1936. Plus de cinquante bâtiments ont été construits pour l'exposition dans le Fair Park, et 10 millions de visiteurs sont venus pour voir le spectacle.
Pendant la Seconde Guerre mondiale, Dallas a servi de centre de fabrication à l'effort de guerre. En 1940, la population de la ville avait atteint 294 734 personnes. En 1942, l'usine de Ford Motor a été convertie, produisant seulement des jeeps et des camions militaires. En 1943, l'École médicale du Sud-Ouest de l'université du Texas a été également fondée.

### Moitié duXXesiècle

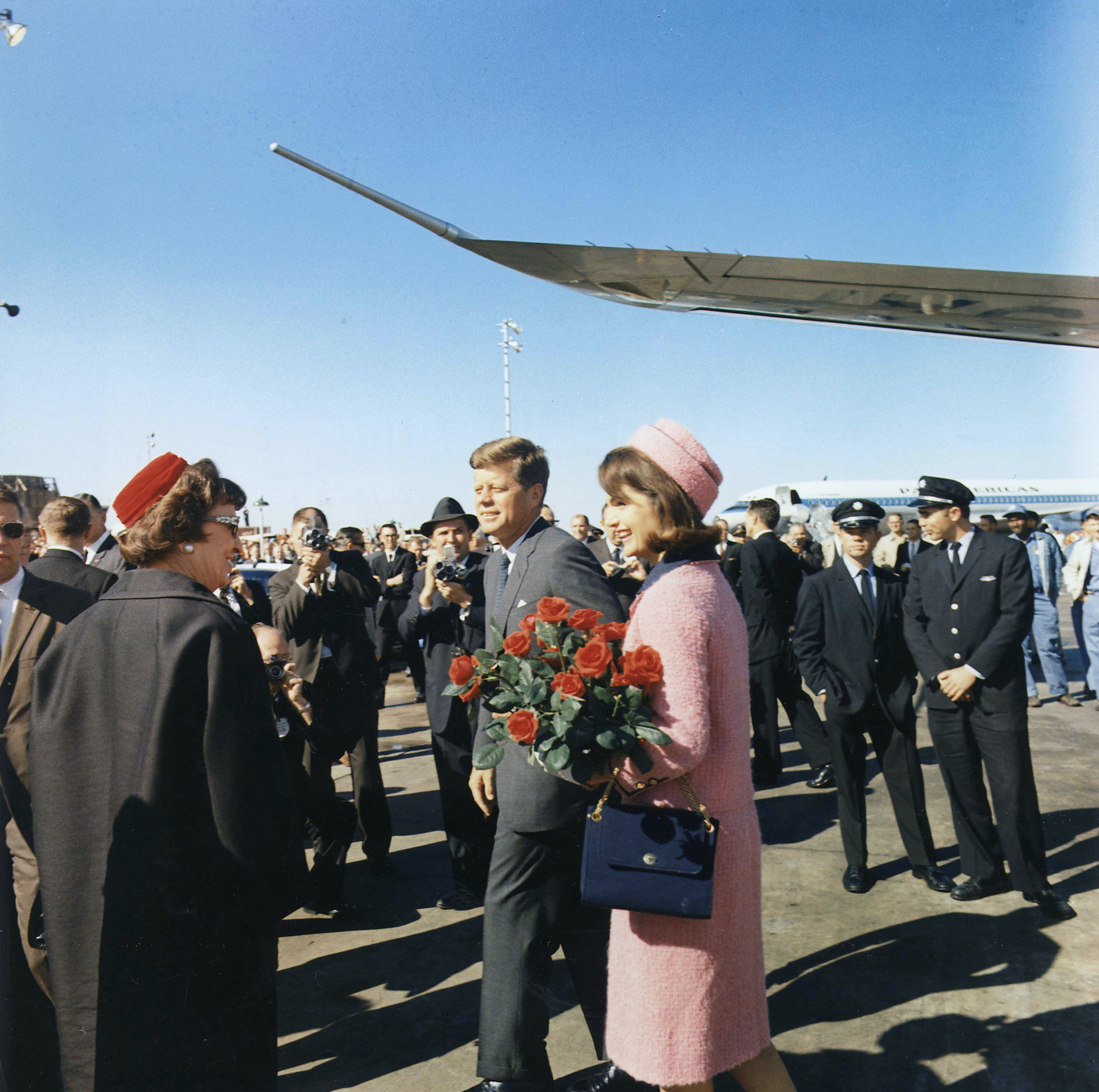
John F. Kennedy à Dallas, peu de temps avant son assassinat le 22 novembre 1963.

C'est en 1957 que deux créateurs, Trammell Crow (en) et John M. Stemmons (en), ouvrent le Home Furnishing Mart (marché de l'ameublement) qui grandit dans le Dallas Market Center (en) et qui est le plus grand complexe de commerce de gros dans le monde. La même année, le Dallas Memorial Auditorium (maintenant Dallas Convention Center) est inauguré près de Canton et Akard Street. Un an plus tard en 1958, le circuit intégré a été inventé à Dallas par Jack Kilby, employé à Texas Instruments, ce qui a ponctué le développement de la région de Dallas comme centre de haute-technologie. Pendant les années 1950 et 1960, Dallas est devenu le troisième plus grand centre technologique du pays, avec la croissance de grandes compagnies telles que Ling-Tempco-Vought (LTV Corporation) et Texas Instruments.
Le 22 novembre 1963, le président John Fitzgerald Kennedy a été assassiné sur Elm Street tandis que son cortège de voitures traversait la Dealey Plaza dans le centre de Dallas.

### Boom immobilier
Dans les années 1970 et 1980, Dallas a connu un boom immobilier qui a produit un nouveau centre-ville avec de nombreux gratte-ciels dans Downtown Dallas, influencée par des architectes d'importance nationale. En raison de l'immense succès mondial de la série télévisée Dallas, la ville est devenue l'une des plus célèbres des États-Unis pendant les années 1980. Pendant ces années, la ville a également vu beaucoup de ses compagnies pétrolières partir à Houston afin d'être plus près de la côte et du port de Houston. Cependant, Dallas commençait à tirer bénéfice de l'essor des technologies en même temps, conduit par l'ordinateur, la puce, et les industries croissantes de télécommunications. Dallas est aussi resté un centre bancaire, d'assurances, et des affaires. En 1983, les électeurs de Dallas et du secteur ont approuvé la création du Dallas Area Rapid Transit pour remplacer le Dallas Transit System. En 1984, le musée d'Art de Dallas s'est déplacé du Fair Park au quartier des arts de Dallas (Arts District). La même année, la Republican National Convention a été tenue dans la Reunion Arena. En 1985, à la pointe du boom immobilier, la Bank of America Plaza, plus haute tour de la ville avec une hauteur de 281 mètres et 72 étages est inaugurée.
Le milieu des années 1980 était aussi tumultueux pour la ville quand beaucoup de banques se sont effondrées à cause de la crise des caisses d'épargne. La crise a mis l'économie de la ville à genoux et des plans de développement pour plusieurs centaines de millions de dollars ont été annulés.

### Récession
Du milieu des années 1980 à 2005, aucune structure élevée n'a été construite dans le centre ville. Ceci à cause de la crise de l'épargne qui a pratiquement détruit la ville sur le plan économique. En 1987, Annette Strauss est la première femme à devenir maire de Dallas. En 1989, le Morton H. Meyerson Symphony Center est construit.

### Dallas aujourd'hui
La ville est restée dans la récession pendant les années 1990 mais la croissance explosive des entreprises de haute-technologie, particulièrement dans les secteurs comme Las Colinas et le Telecom Corridor, a gardé l'économie assez stable, Dallas est devenue la Silicon Valley du Texas, surnommée la « Silicon Prairie ». Comme beaucoup de grandes villes américaines, Dallas a connu un renouvellement urbain depuis 2000.
En 2004, les signes d'une rotation économique ont commencé à apparaître. En 2005, trois tours étaient en construction parmi des dizaines de reconversions résidentielles et de plus petits projets. Le Downtown comptait environ 1 600 résidents en 2000, pour l'année 2010 le North Central Texas Council of Governments s'attend à ce que 10 000 résidents vivent dans ce quartier. Juste au nord, Uptown Dallas est l'un des marchés immobiliers les plus actifs du pays. Au début de 2006, neuf bâtiments résidentiels ou hôtels élevés étaient en construction dans cette zone. Un projet de plus de 3 milliards $ USD est en chantier pour revigorer la ville, le Victory Park. Il devrait contenir plus de 4 000 résidences et 370 000 m2 de bureau et d'espace commercial. Le point de départ du projet était l'ouverture d'une nouvelle salle de sport ultra-moderne de 420 millions $ en 2001, le American Airlines Center.
Le Dallas Center for the Performing Arts Foundation met en application la construction de plusieurs nouveaux projets dans le quartier de Arts District qui est en pleine expansion. Quand le nouveau Winspear Opera House (architecte : Foster and Partners) et le Wyly Theatre (Office for Metropolitan Architecture - Rem Koolhaas) joignent le Nasher Sculpture Center (Renzo Piano) et le Meyerson Symphony Center (Ieoh Ming Pei and Partners), Dallas sera la seule ville dans le monde qui a quatre bâtiments dans un secteur qui sont tous conçus par des gagnants du prix Pritzker.

### Chronologie
- 1841 : Fondation de la ville de Dallas.
- 1873 : 2 chemins de fer intersectent à Dallas, assurant son futur économique.
- 1888 : Le Dallas Zoo ouvre ses portes
- 1903 : Dallas annexe la ville de Oak Cliff, augmentant sa taille par un tiers.
- 19 octobre 1917 : L'aéroport Love Field est créé.
- 1922 : Le Magnolia Building est inauguré.
- 1927 : Love Field est ouvert à l'usage civil.
- 1927 : Le premier dépanneur (Southland Ice Company) au monde ouvre à Dallas, qui deviendra 7-Eleven.
- 1930 : Découverte d'un gisement de pétrole à 160 km de la ville.
- 1930 : Bonnie et Clyde se rencontrent à Oak Cliff.
- 1958 : Jack Kilby invente le premier circuit intégré alors qu'il travaille pour Texas Instruments.
- 1963 : Le 22 novembre, le président des États-Unis, John Fitzgerald Kennedy est assassiné à Dallas.
- 1974 : Ouverture de l'aéroport international DFW (Dallas Fort-Worth).
- 1976 : Thanks-Giving Square est terminé dans le centre de Dallas.
- 1978 : Première diffusion de la série télévisée Dallas.
- 1984 : Dallas accueille la Republican National Convention dans la Reunion Arena.
- 1985 : Inauguration de la Bank of America Plaza (InterFirst Plaza), plus haute tour de la ville avec une hauteur de 281 mètres et 72 étages.
- 1987 : Annette Strauss est la première femme à être maire de Dallas.
- 1996 : Dallas Area Rapid Transit met en place le premier système de métro léger au Texas.

## Démographie
L'aire métropolitaine de Dallas-Fort Worth fait partie des agglomérations de la Sun Belt qui attirent de nouveaux habitants : elle a accueilli 162 000 nouveaux résidents entre juillet 2006 et juillet 2007, ce qui représente la plus forte augmentation de la population aux États-Unis.
| Profil démographique             | 1950   | 1970   | 1990   | 2000    | 2010   |
| -------------------------------- | ------ | ------ | ------ | ------- | ------ |
| Blancs                           | 86,8 % | 74,2 % | 55,3 % | 50,3 %  | 50,7 % |
| —Blancs non-hispaniques          | n/a    | 66,9 % | 47,7 % |         | 28,8 % |
| Noirs                            | 13,1 % | 24,9 % | 29,5 % | 25,91 % | 25,0 % |
| Hispaniques et Latino-Américains | n/a    | 7,5 %  | 20,9 % | 35,52 % | 42,4 % |
| Asiatiques                       | –      | 0,2 %  | 2,2 %  | 2,7 %   | 2,9 %  |

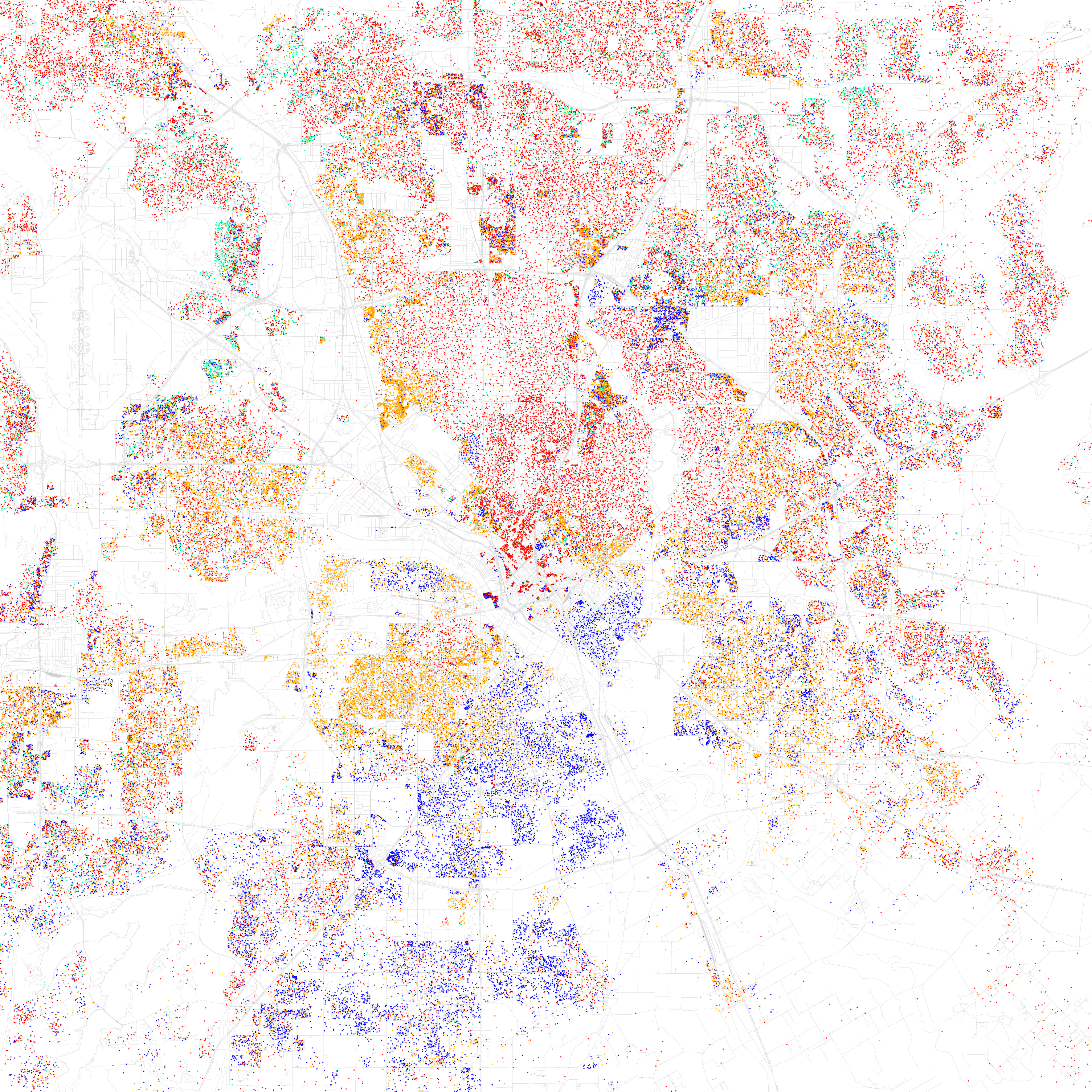
Distribution des groupes ethniques en 2010. Chaque point représente 25 personnes : Blancs non hispaniques, Noirs, Asiatiques, Latinos et Autres (jaune)

En 2010, 36,4 % de la population de Dallas est d'origine mexicaine.
Selon l'American Community Survey, pour la période 2011-2015, 56,99 % de la population âgée de plus de 5 ans déclare parler l'anglais à la maison, 38,02 % déclare parler l'espagnol, 0,55 % une langue chinoise, 0,51 % le vietnamien et 3,92 % une autre langue.
Selon l'American Community Survey, pour la période 2011-2015, 24,0 % de la population vit sous le seuil de pauvreté (15,5 % au niveau national). Ce taux masque des inégalités importantes, puisqu'il est de 31,3 % pour les Afro-Américains, de 29,7 % pour les Hispaniques et Latinos et de 10,1 % pour les Blancs non hispaniques. De plus 37,2 % des personnes de moins de 18 ans vivent en dessous du seuil de pauvreté, alors que 20 % des 18-64 ans et 15 % des plus de 65 ans vivent en dessous de ce taux.

## Administration

### Maire
De 2011 à 2019, le maire de Dallas est le démocrate Mike Rawlings, ancien CEO de Pizza Hut.
Depuis 2019, le maire en poste est Eric Johnson.

## Architecture et paysage urbain

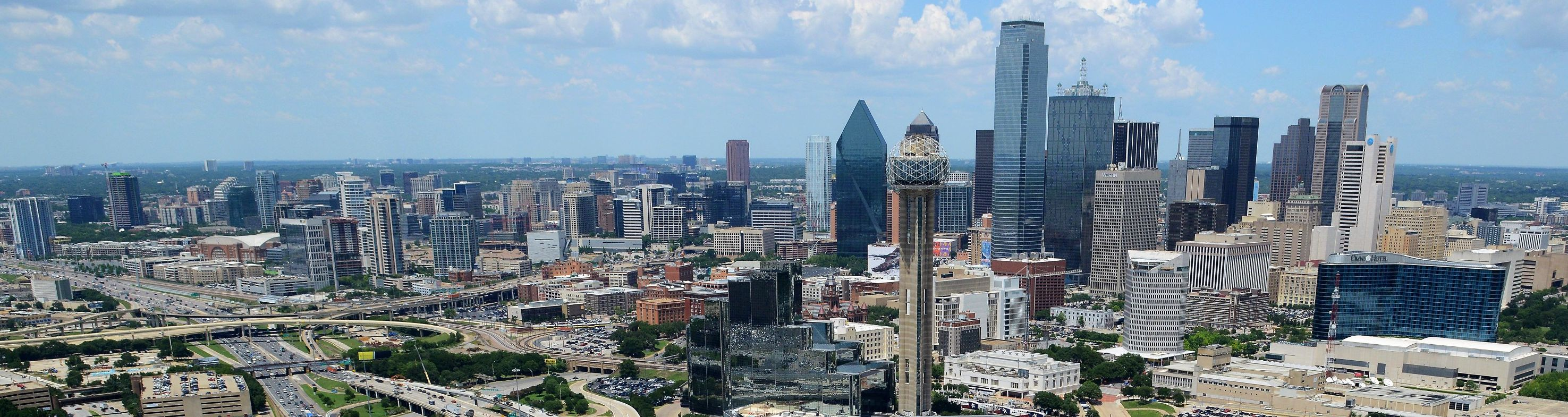
Panorama urbain de Dallas.

### Urbanisme et architecture
Dallas abrite une cinquantaine de gratte-ciel dont le plus ancien, le Magnolia Hotel remonte à 1923.

### Quartiers

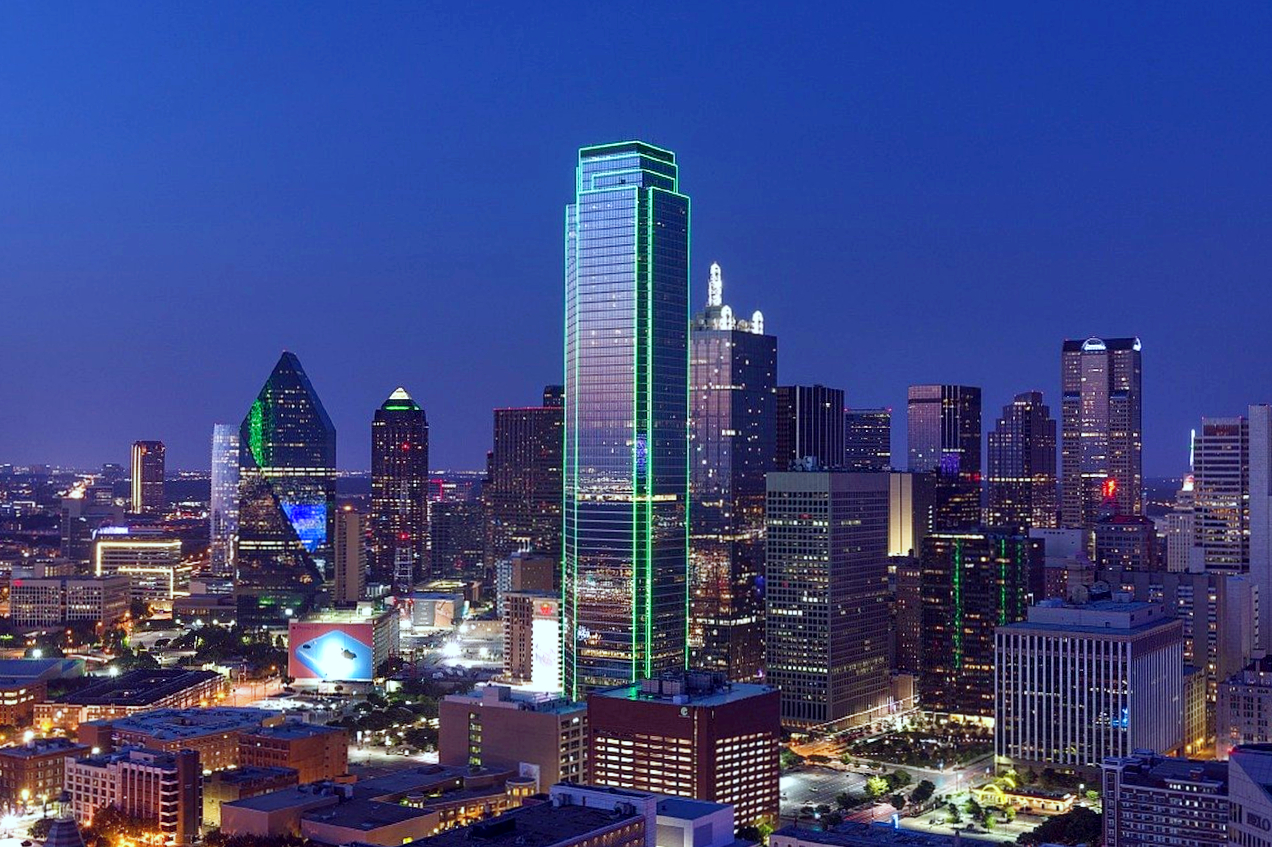
Panorama urbain de Dallas.

Les secteurs principaux dans la ville sont :
- Downtown Dallas, le centre de la ville et l'épicentre de la renaissance urbaine, couplé à Oak Lawn et à Uptown Dallas, les nouveaux secteurs urbains prospérant avec des magasins, des restaurants et des boîtes de nuit.
- East Dallas, comprend les quartiers de divertissement (musique, arts) de Deep Ellum, Lakewood et Fair Park.
- North Dallas, quartiers de classes moyennes tels que Lake Highland et White Rock Lake et centres commerciaux à Galleria Dallas.
- South Dallas, le quartier d'Oak Cliff est un secteur accidenté magnifique avec de belles maisons anciennes et zones de divertissement telles que Bishop Arts District.

La ville est entourée par des dizaines de banlieues et enferme des enclaves telles que Cockrell Hill, Highland Park et University Park.

## Économie
Dallas est le centre de distribution et d’expédition du pétrole, du gaz naturel, des minerais et des produits agricoles de la région environnante (coton, céréales, bétail et fruits). Spécialisée dans les industries légères et de précision (accessoires automobiles, matériel électronique et électrique, missiles), Dallas occupe le troisième rang pour la confection textile. Premier centre bancaire du sud-ouest, elle abrite les sièges sociaux de nombreuses compagnies d’assurances ou pétrolières.
La région de Dallas est parfois appelée la Silicon Prairie (Silicon Valley texane). Le Telecom Corridor au nord de la ville est le centre de grandes entreprises telles que Southwestern Bell, AT&T, Alcatel, Ericsson, Fujitsu, Nortel, Sprint et MCI.
Parmi les entreprises ayant leur siège à Dallas, on trouve Blockbuster Video, CompUSA, Greyhound Lines, Kimberly-Clark, Kinko's, Mary Kay Cosmetics, Neiman Marcus, Pizza Hut, Southwest Airlines, Texas Instruments et Energy Future Holdings.
La périphérie compte aussi un grand nombre d'entreprises telles que RadioShack, Pier 1 Import, Esso (ExxonMobil aux États-Unis), Dr Pepper, Frito-Lay et J. C. Penney.
Troisième rang pour les sièges sociaux
Nombreux centres commerciaux : The Galleria (patinoire, 200 boutiques)
Comme de nombreuses autres villes des États-Unis, Dallas est confrontée à la faillite de son système de retraites. Les retraites de ses ex-fonctionnaires ne sont désormais pas toujours payées.

## Enseignement
La ville de Dallas comprend plusieurs universités ainsi que de nombreux community colleges.
- Université du Texas de Dallas (1961)
- Southern Methodist University
- Université de Dallas à Irving (1956)
- University of Texas Southwestern Medical Center at Dallas
- Art Institute of Dallas
- Richland College
- Mountain View College
- Centre des sciences de santé de l'université du Texas du Nord

## Culture
Dallas compte de nombreux musées :
- Musée d'Art de Dallas
- Nasher Sculpture Center

### Monuments
Dallas possède un grand nombre de parcs, d’espaces verts, de musées, un orchestre symphonique et un opéra. Le centre des arts de la scène de Dallas (Dallas Theater Center) est l’œuvre de l’architecte Frank Lloyd Wright (1959) et le centre symphonique Morton H. Meyerson (1989) fut conçu par l’architecte Ieoh Ming Pei. Le Nasher Sculpture Center fut conçu par l'architecte italien Renzo Piano (2003).

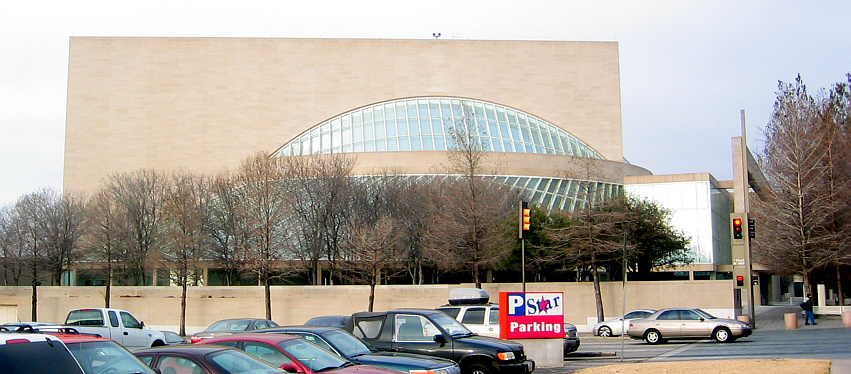
Morton H. Meyerson Symphony Center, construit par I. M. Pei, Dallas.

Les gratte-ciels les plus élevés sont les suivants :
- Bank of America Plaza (281 m)
- Renaissance Tower (270 m)
- Comerica Bank Tower (240 m)
- JPMorgan Chase Tower (225 m)
- Fountain Place (219 m)

### Sports

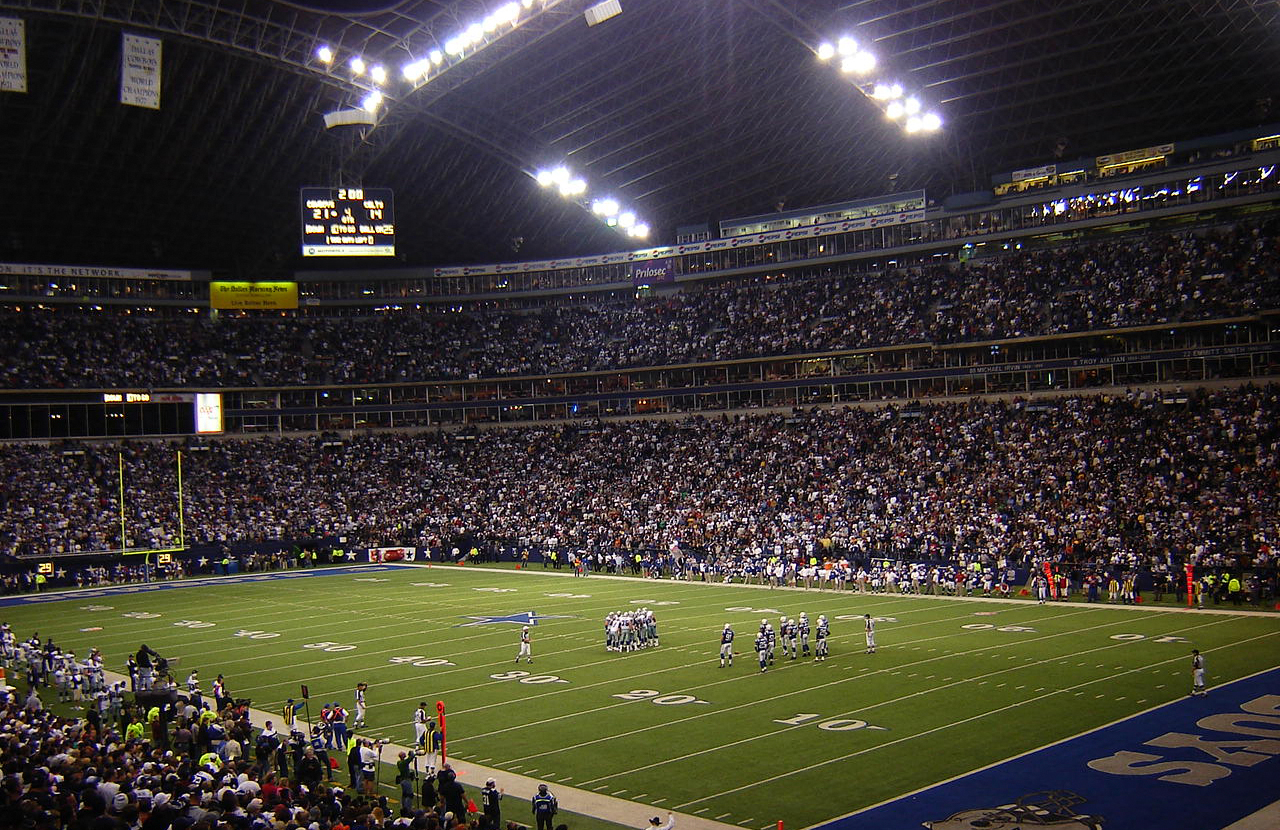
Intérieur du Texas Stadium durant un match de football américain.

Dallas est le domicile des Wings de Dallas (WNBA), des Mavericks de Dallas (National Basketball Association) et Stars de Dallas (Ligue nationale de hockey). Chacune de ces équipes joue au American Airlines Center. Une équipe de la Major League Soccer, FC Dallas, autrefois Dallas Burn, jouait auparavant dans le Cotton Bowl mais elle a déménagé dans le Pizza Hut Park à Frisco depuis l'ouverture du stade en 2005. Cependant, le match de football américain universitaire Cotton Bowl est encore joué au stade. Les Dallas Sidekicks, une ancienne équipe de la Major Indoor Soccer League, jouait dans la Reunion Arena. Le Tornado du Texas, trois fois champion de la North American Hockey League, joue dans le Comerica Center de Frisco.
Dans la banlieue, à Irving, est situé le domicile des Cowboys de Dallas de la National Football League tandis qu'Arlington est le fief des Rangers du Texas de la Ligue majeure de baseball. Depuis 2009, les Dallas Cowboys sont également situés à Arlington dans le AT&T Stadium.
D'autres équipes dans la région de Dallas incluent les Dallas Harlequins de la Rugby Super League, et les Frisco RoughRiders de la Minor League Baseball.
| Équipe              | Ligue                               | Stade                        | Fondation |
| ------------------- | ----------------------------------- | ---------------------------- | --------- |
| Cowboys de Dallas   | NFL (football américain)            | AT&T Stadium                 | 1960      |
| Rangers du Texas    | MLB (baseball)                      | Globe Life Park in Arlington | 1961      |
| Stars de Dallas     | LNH (hockey sur glace)              | American Airlines Center     | 1967      |
| Mavericks de Dallas | NBA (basket-ball)                   | American Airlines Center     | 1980      |
| FC Dallas           | MLS (soccer - football association) | Toyota Stadium               | 1996      |
| Rattlers de Dallas  | MLL (Lacrosse)                      | The Ford Center at The Star  | 2001      |

## Personnalités liées à la ville
Clifton Abraham, né le 9 décembre 1971 à Dallas, est un joueur de football américain.

## Voies de communication et transports

Carte routière de Dallas.

### Transport aérien
La ville de Dallas possède deux aéroports commerciaux soit l'aéroport international de Dallas-Fort Worth et Dallas Love Field. L'aéroport international Dallas-Fort Worth est situé entre Dallas et Fort Worth. Dallas possède un autre aéroport situé à Addison (Addison Airport). Aux États-Unis, du point de vue de la taille, DFW est le deuxième aéroport alors qu'en termes de trafic, c'est le quatrième. En 2005, DFW a eu un trafic de 59 176 265 passagers. Il est par ailleurs la principale plate-forme de correspondance du transporteur aérien American Airlines, qui a son siège dans l'agglomération, à Fort Worth.

### Transports en commun

#### Bus et métros légers
Les transports en commun sont gérés par la DART, Dallas Area Rapid Transit. À ce jour[Quand ?], Dallas possède un réseau de métro léger composé de trois lignes, ainsi qu'un réseau de bus très important. Une ligne de métro léger est en construction.

### Réseau routier
La ville est traversée par plusieurs autoroutes majeures : les autoroutes inter-États 20, 30, 35E et 45. Plusieurs routes importantes entourent aussi la ville et son aire urbaine.

## Relations internationales

### Jumelages
- Brno (Tchéquie)
- Calgary (Canada)
- Dijon (France)
- Monterrey (Mexique)
- Riga (Lettonie)
- Kirkouk (Irak)
- Calcutta (Inde)
- Saratov (Russie)
- Taipei (Taïwan)

Dallas a également des liens très rapprochés avec la ville de  Sendai (Japon).

## Faits divers
- Le président américain John Fitzgerald Kennedy a été assassiné à Dallas le 22 novembre 1963.
- Dallas a le plus grand nombre de galeries marchandes et de restaurants par personne comparée aux autres villes américaines.
- Le centre-ville de Dallas possède quelques quartiers intéressants, tel que Deep Ellum, West End Historic District, Arts District, Farmer's Market, Dallas Convention Center, Reunion Arena et enfin American Airlines Center où se jouent les matches de basket-ball et de hockey.
- Mis à part quelques prises extérieures, le feuilleton télévisé Dallas a été filmé dans le sud de la Californie.
- À Dallas, les musées, centres culturels, théâtres et autres activités culturelles et artistiques rapportent quelque 500 millions de dollars chaque année.
- Dallas est la plus grande ville située sur la Tornado Alley. Les scientifiques prévoient que la ville pourrait être frappée par une puissante tornade dans un avenir proche.
- Presque tous les épisodes de la série Walker, Texas Ranger ont été tournés à Dallas.
- En 2012, des moustiques porteurs du virus du Nil occidental ont fait 17 morts dans la ville.